# Mont Hōō
Le mont Hōō (鳳凰山, Hōō-zan) se trouve dans la partie ouest de la préfecture de Yamanashi au Japon. En raison des trois sommets qui la composent, la montagne est aussi appelée Hōō Sanzan (鳳凰三山). Situé dans le parc national des Alpes du Sud, c'est l'une des 100 montagnes célèbres du Japon.

## Géographie

### Topographie
Le mont Hōō est composé de trois cimes majeures : le Kannon-dake (2 841 m, cime principale), le Yakushi-dake (2 780 m) au sud et le Jizō-dake (2 764 m) à l'est.

### Hydrographie
Trois rivières prennent leur source dans la montagne et se jettent dans l'océan Pacifique :
- la Noro-gawa (affluent du fleuve Fuji) ;
- l'Ōtake-gawa, la Kotake-gawa (affluents du fleuve Tenryū).

## Histoire
Du minerai métallique est trouvé dans la montagne au cours de la période Sengoku et pendant l'époque d'Edo, la montagne est exploitée pour ses métaux et ses produits forestiers.
En 1904, Walter Weston est le premier à gravir l'obélisque au sommet du Jizō-dake.
Le 1er juin 1964, cette zone est attribuée au parc national des Alpes du Sud.
En 1990, Sumie Tanaka publie New Flowers of the 100 Mountains, qui présente en grand nombre de plantes alpines du mont Hōō.